# Nokia 5140
Il Nokia 5140 è un telefonino prodotto dall'azienda finlandese Nokia e messo in commercio nel 2004.

## Caratteristiche
- Dimensioni: 106,5 x 46,8 x 23,8 mm
- Massa: 100,8 g
- Risoluzione display: 128 x 128 pixel a 4 096 colori
- Durata batteria in conversazione: 5 ore
- Durata batteria in standby: 300 ore (12 giorni)
- Infrarossi e USB